# حریم خصوصی اطلاعاتی

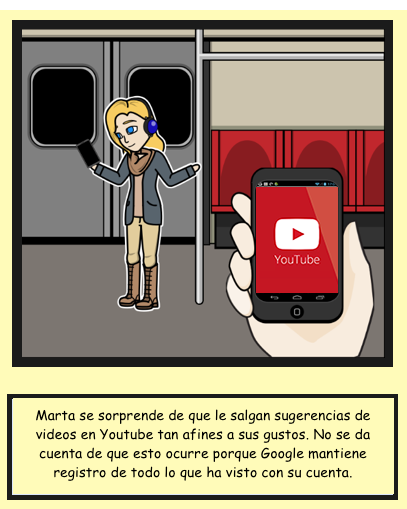
حریم خصوصی

حریم خصوصی اطلاعاتی یا داده‌ای یا حفاظت داده‌ها (به انگلیسی: Data Privacy)، رابطه‌ای است بین جمع‌آوری و توزیع داده‌ها، تکنولوژی، انتظار عمومی از حریم خصوصی و مسائل قانونی و سیاسی در ارتباط با آنها.
نگرانی‌ها در مورد حریم خصوصی، در هنگام جمع‌آوری و نگهداری به صورت دیجیتال یا غیر دیجیتال داده‌ها و اطلاعاتی که فردی را به صورت خاص بازشناساند، خود را نشان می‌دهد. ریشه و اساس مشکل حریم خصوصی مربوط به افشاگری نامناسب و بدون کنترل داده‌های شخصی است.
مشکلات حریم خصوصی اطلاعاتی در حقیقت مربوط به منابع مختلف و متنوع داده‌ها و اطلاعات می‌باشد. از جمله آن منابع می‌توان به موارد زیر اشاره کرد:
- بایگانی پزشکی (بایگانی اطلاعات مربوط به سلامت اشخاص)
- بایگانی جرایم
- خانه و بایگانی جغرافیایی
- نژادها و قومیت‌ها
- سرویس‌های مربوط به موقعیت مکانی
- و موارد دیگر

چالش اصلی در حفظ حریم خصوصی آنجایی مطرح است که در توزیع و به اشتراک گذاری داده‌های مختلف، بتوان اطلاعاتی که شخص خاصی را بازمی شناساند، حفظ کرد.